# Tre studier av Lucian Freud
Tre studier av Lucian Freud (engelska: Three Studies of Lucian Freud) är en oljetriptyk från 1969 av den brittisk-irländske målaren Francis Bacon. Motivet är Bacons artistvän Lucian Freud.
Triptyken var en av Bacons egna favoriter. Den mäter 198×147,5 centimeter. Dess tre delar visar alla Freud sedd från olika vinklar. Han sitter på en trästol i en bur. Bakom buren finns delar av en sänggavel. Golvet är beige-brunt och väggen bakom är gul. Freud var även motiv i en tidigare triptyk av Bacon från 1966. Bacon målade Tre studier av Lucian Freud 1969 vid Royal College of Art i London. Den ställdes första gången ut 1970 på Galleria d'Arte Galatea i Turin. Triptykens tre delar såldes separat i mitten av 1970-talet. Detta upprörde Bacon som menade att varje del för sig är meningslös utan de två andra delarna. I slutet av 1980-talet köpte en samlare alla delar.
Triptyken såldes i sin helhet i november 2013 för 142,4 miljoner amerikanska dollar, det dittills högsta priset för ett konstverk sålt på auktion.